# Lekkoatletyka na Igrzyskach Azjatyckich 1990
Zawody w lekkoatletyce na Igrzyskach Azjatyckich 1990 zostały rozegrane w dniach 27 września-3 października 1990 roku. Areną zmagań był Beijing Olympic Sports Center Stadium.

## Medaliści
Mężczyźni
| Konkurencja                   | 1. miejsce                                                                          | Wynik    | 2. miejsce                                                                               | Wynik    | 3. miejsce                                                                  | Wynik    |
| ----------------------------- | ----------------------------------------------------------------------------------- | -------- | ---------------------------------------------------------------------------------------- | -------- | --------------------------------------------------------------------------- | -------- |
| Bieg na 100 m                 | Talal Mansour                                                                       | 10,30    | Zheng Chen                                                                               | 10,51    | Sriyantha Dissanayake                                                       | 10,64    |
| Bieg na 200 m                 | Susumu Takano                                                                       | 20,94    | Sriyantha Dissanayake                                                                    | 21,17    | Zhao Cunlin                                                                 | 21,28    |
| Bieg na 400 m                 | Mohamed Amer Al-Malky                                                               | 45,81    | Ibrahim Ismail Muftah                                                                    | 46,09    | Koichi Konakatomi                                                           | 46,85    |
| Bieg na 800 m                 | Kim Bong-ju                                                                         | 1:49,48  | Ryu Tae-kjung                                                                            | 1:50,00  | Nadir Khan                                                                  | 1:50,01  |
| Bieg na 1500 m                | Muhammad Sulajman                                                                   | 3:43,56  | Kim Bong-ju                                                                              | 3:45,04  | Mitsuhiro Okuyama                                                           | 3:45,53  |
| Bieg na 5000 m                | Muhammad Sulajman                                                                   | 13:50,22 | Kōichi Morishita                                                                         | 13:50,23 | Zhang Guowei                                                                | 13:52,12 |
| Bieg na 10 000 m              | Kōichi Morishita                                                                    | 28:47,96 | Kim Jae-ryong                                                                            | 28:49,61 | Zhang Guowei                                                                | 29:01,13 |
| Maraton                       | Kim Won-tak                                                                         | 2:12:56  | Satoru Shimizu                                                                           | 2:14:46  | Choi Hyong-chol                                                             | 2:18:18  |
| Bieg na 3000 m z przeszkodami | Kazuhito Yamada                                                                     | 8:34,64  | Dina Ram Singh                                                                           | 8:35,19  | Niu Xinxiang                                                                | 8:35,19  |
| Bieg na 110 m przez płotki    | Yu Zhicheng                                                                         | 13,82    | Toshihiko Iwasaki                                                                        | 14,11    | Kimihiro Kaneko                                                             | 14,21    |
| Bieg na 400 m przez płotki    | Ghulam Abbas                                                                        | 50,15    | Hwang Hong-chul                                                                          | 50,24    | Gao Yonghong                                                                | 50,47    |
| Sztafeta 4 x 100 m            | Chiny · Wu Jianhui · Cai Jianming · Zhao Cunlin · Zheng Chen                        | 38,99    | Chińskie Tajpej · Lai Cheng-chuan · Lin Ching-hsiung · Cheng Hsin-fu · Hsieh Tzong-tze   | 39,27    | Japonia · Shinji Aoto · Takayuki Nakamichi · Susumu Takano · Yuji Mochizuki | 39,61    |
| Sztafeta 4 x 400 m            | Japonia · Koichi Konakatomi · Katsuyoshi Iwasa · Yoji Mochizuki · Takahiro Watanabe | 3:05,82  | Katar · Sami Al-Abdullah · Nasser Ahmed · Ibrahim Ismail Muftah · Ismail Mohamed Youssef | 3:09,96  | Chiny · Liang Bohua · Tan Guoheng · Chen Jingzhong · Yu Baoyi               | 3:10,03  |
| Chód na 20 km                 | Mao Xinyuan                                                                         | 1:23:16  | Hirofumi Sakai                                                                           | 1:23:17  | Li Mingcai                                                                  | 1:25:08  |
| Chód na 50 km                 | Zhou Zhaowen                                                                        | 4:08:33  | Zhai Wanbo                                                                               | 4:10:17  | Tadahiro Kosaka                                                             | 4:16:59  |
| Skok wzwyż                    | Zhou Zhongge                                                                        | 2,26     | Liu Yunpeng                                                                              | 2,20     | Takahisa Yoshida Abdullah Mohamed Al-Sheib Cho Hyun-wook Liao Hsueh-ung     | 2,15     |
| Skok o tyczce                 | Liang Xueren                                                                        | 5,62     | Ge Yun                                                                                   | 5,40     | Kim Chul-kyun                                                               | 5,40     |
| Skok w dal                    | Chen Zunrong                                                                        | 8,04     | Huang Geng                                                                               | 7,86     | Lai Cheng-chuan                                                             | 7,73     |
| Trójskok                      | Chen Yanping                                                                        | 17,51    | Zou Sixin                                                                                | 17,31    | Ryu Jae-kyun                                                                | 16,32    |
| Pchnięcie kulą                | Cheng Shaobo                                                                        | 18,89    | Ma Yongfeng                                                                              | 18,81    | Shirappa D. Eashan                                                          | 17,32    |
| Rzut dyskiem                  | Zhang Jinglong                                                                      | 61,18    | Wang Daoming                                                                             | 55,90    | Mansur Ghorbani                                                             | 52,70    |
| Rzut młotem                   | Bi Zhong                                                                            | 71,30    | Yu Guangming                                                                             | 69,84    | Akiyoshi Ikeda                                                              | 66,52    |
| Rzut oszczepem                | Masami Yoshida                                                                      | 77,26    | Kim Ki-hun                                                                               | 75,86    | Kazuhiro Mizoguchi                                                          | 75,84    |
| Dziesięciobój                 | Munehiro Kaneko                                                                     | 7799 pkt | Ku Chin-shui                                                                             | 7623 pkt | Gong Guohua                                                                 | 7453 pkt |

Kobiety
| Konkurencja                | 1. miejsce                                                    | Wynik    | 2. miejsce                                                              | Wynik    | 3. miejsce                                                                                         | Wynik    |
| -------------------------- | ------------------------------------------------------------- | -------- | ----------------------------------------------------------------------- | -------- | -------------------------------------------------------------------------------------------------- | -------- |
| Bieg na 100 m              | Tian Yumei                                                    | 11,80    | Wang Huei-chen                                                          | 12,09    | Lee Jung-suk                                                                                       | 12,10    |
| Bieg na 200 m              | Han Qing                                                      | 23,42    | Wang Huei-chen                                                          | 23,89    | Tian Yumei                                                                                         | 24,01    |
| Bieg na 400 m              | Li Guilian                                                    | 52,13    | P. T. Usha                                                              | 52,86    | Li Wenhong                                                                                         | 53,20    |
| Bieg na 800 m              | Li Wenhong                                                    | 2:01,04  | Zheng Lijuan                                                            | 2:01,53  | Rosa Kutty                                                                                         | 2:04,05  |
| Bieg na 1500 m             | Zheng Lijuan                                                  | 4:23,11  | Jiang Shuling                                                           | 4:23,97  | Khin Khin Htwe                                                                                     | 4:25,03  |
| Bieg na 3000 m             | Zhong Huandi                                                  | 8:57,12  | Kim Chun-mae                                                            | 8:57,63  | Wang Huabi                                                                                         | 8:59,00  |
| Bieg na 10 000 m           | Zhong Huandi                                                  | 31:50,98 | Wang Xiuting                                                            | 31:52,18 | Akemi Matsuno                                                                                      | 31:56,93 |
| Maraton                    | Zhao Youfeng                                                  | 2:35:19  | Kumi Araki                                                              | 2:35:34  | Lee Mi-ok                                                                                          | 2:36:31  |
| Bieg na 100 m przez płotki | Liu Huajin                                                    | 12,73    | Luo Bin                                                                 | 12,97    | Chizuko Akimoto                                                                                    | 13,81    |
| Bieg na 400 m przez płotki | Chen Yuying                                                   | 56,05    | Chen Dongmei                                                            | 56,89    | Elma Muros                                                                                         | 59,47    |
| Sztafeta 4 x 100 m         | Chiny · Huang Xiaoyan · Tian Yumei · Wang Ping · Zhang Caihua | 44,36    | Indie · Zenia Ayrton · Ashwini Nachappa · Kutty Saramma · P. T. Usha    | 44,99    | Tajlandia · Nednapa Chommuak · Reawadee Srithoa · Ratjai Sripet · Pronpim Srisurat                 | 45,24    |
| Sztafeta 4 x 400 m         | Chiny · Li Guilian · Chen Juying · Zhou Qing · Li Wenhong     | 3:33,57  | Indie · Pranati Mishra · Shantimol Philips · Kutty Saramma · P. T. Usha | 3:38,45  | Malezja · Rabia Abdul Salam · Sajaratuldur Hamzah · Shanti Govindasamy · Josephine Mary Singarayar | 3:38,52  |
| Chód na 10 km              | Chen Yueling                                                  | 44:47    | Jin Bingjie                                                             | 46:57    | Fusako Masuda                                                                                      | 47:09    |
| Skok wzwyż                 | Megumi Sato                                                   | 1,94     | Kim Hi-sun Cao Zhongping                                                | 1,90     | –                                                                                                  | –        |
| Skok w dal                 | Xiong Qiying                                                  | 6,69     | Liu Shunzen                                                             | 6,64     | Li Yong-ae                                                                                         | 6,51     |
| Pchnięcie kulą             | Sui Xinmei                                                    | 20,55    | Huang Zhihong                                                           | 20,46    | Chong Chun-hwa                                                                                     | 14,61    |
| Rzut dyskiem               | Hou Xuemei                                                    | 63,56    | Yu Hourun                                                               | 62,60    | Ikuko Kitamori                                                                                     | 53,82    |
| Rzut oszczepem             | Zhang Li                                                      | 66,00    | Xu Demei                                                                | 61,92    | Emi Matsui                                                                                         | 56,04    |
| Siedmiobój                 | Ma Miaolan                                                    | 6231 pkt | Dong Yuping                                                             | 5355 pkt | Ma Chun-ping                                                                                       | 5213 pkt |

## Klasyfikacja medalowa
Opracowano na podstawie materiałów źródłowych.
| Miejsce | Państwo          | Złoto | Srebro | Brąz | Razem |
| ------- | ---------------- | ----- | ------ | ---- | ----- |
| 1.      | Chiny            | 29    | 21     | 11   | 61    |
| 2.      | Japonia          | 7     | 5      | 13   | 25    |
| 3.      | Katar            | 3     | 2      | 1    | 6     |
| 4.      | Korea Południowa | 2     | 6      | 5    | 13    |
| 5.      | Pakistan         | 1     | 0      | 1    | 2     |
| 6.      | Oman             | 1     | 0      | 0    | 1     |
| 7.      | Chińskie Tajpej  | 0     | 4      | 3    | 7     |
| 8.      | Indie            | 0     | 4      | 2    | 6     |
| 9.      | Korea Północna   | 0     | 1      | 3    | 4     |
| 10.     | Sri Lanka        | 0     | 1      | 1    | 2     |
| 11.     | Birma            | 0     | 0      | 1    | 1     |
| 11.     | Filipiny         | 0     | 0      | 1    | 1     |
| 11.     | Iran             | 0     | 0      | 1    | 1     |
| 11.     | Malezja          | 0     | 0      | 1    | 1     |
| 11.     | Tajlandia        | 0     | 0      | 1    | 1     |
| Razem   | Razem            | 43    | 44     | 45   | 132   |